# Diocesi di Nellore
La diocesi di Nellore (in latino Dioecesis Nellorensis) è una sede della Chiesa cattolica in India suffraganea dell'arcidiocesi di Visakhapatnam. Nel 2021 contava 88.900 battezzati su 6.424.615 abitanti. È retta dal vescovo Moses Doraboina Prakasam.

## Territorio
La diocesi comprende il territorio dei distretti di Nellore e Prakasam (ad eccezione del taluk di Adoni), prima della riforma amministrativa del 2022, nello stato dell'Andhra Pradesh, nell'India meridionale.
Sede vescovile è la città di Nellore, dove si trova la cattedrale di San Giuseppe.
Il territorio è suddiviso in 85 parrocchie.

## Storia
La diocesi fu eretta il 3 luglio 1928 con la bolla Ad maius Religionis di papa Pio XI, ricavandone il territorio dall'arcidiocesi di Madras (oggi arcidiocesi di Madras e Mylapore), di cui era originariamente suffraganea.
Il 13 febbraio 1940 cedette una porzione del suo territorio a vantaggio dell'erezione della diocesi di Guntur.
Il 19 settembre 1953 entrò a far parte della provincia ecclesiastica dell'arcidiocesi di Hyderabad.
Il 12 giugno 1967 e il 19 ottobre 1976 ha ceduto altre porzioni di territorio a vantaggio dell'erezione delle diocesi rispettivamente di Kurnool e di Cuddapah.
Il 12 marzo 1977 si è ingrandita con porzioni di territorio che erano appartenute alle diocesi di Guntur e di Kurnool.
Il 16 ottobre 2001 è divenuta suffraganea dell'arcidiocesi di Visakhapatnam.

## Cronotassi dei vescovi
Si omettono i periodi di sede vacante non superiori ai 2 anni o non storicamente accertati.
- William Joseph Anthony Bouter, M.H.M. † (28 maggio 1929 - 16 marzo 1970 deceduto)
- Bala Shoury Thumma † (16 marzo 1970 succeduto - 4 agosto 1973 dimesso)
- Pudhota Chinniah Balaswamy † (17 dicembre 1973 - 7 dicembre 2006 ritirato)
- Moses Doraboina Prakasam, dal 7 dicembre 2006

## Statistiche
La diocesi nel 2021 su una popolazione di 6.424.615 persone contava 88.900 battezzati, corrispondenti all'1,4% del totale.
| anno | popolazione | popolazione | popolazione | presbiteri | presbiteri | presbiteri | presbiteri                | diaconi | religiosi | religiosi | parrocchie |
| anno | battezzati  | totale      | %           | numero     | secolari   | regolari   | battezzati per presbitero | diaconi | uomini    | donne     | parrocchie |
| ---- | ----------- | ----------- | ----------- | ---------- | ---------- | ---------- | ------------------------- | ------- | --------- | --------- | ---------- |
| 1950 | 24.593      | 5.000.000   | 0,5         | 58         | 20         | 38         | 424                       |         | 1         | 49        | 30         |
| 1970 | 44.753      | 5.303.710   | 0,8         | 54         | 50         | 4          | 828                       |         | 6         | 72        |            |
| 1980 | 36.308      | 3.670.000   | 1,0         | 36         | 27         | 9          | 1.008                     |         | 10        | 138       | 33         |
| 1990 | 47.126      | 4.673.391   | 1,0         | 56         | 49         | 7          | 841                       |         | 7         | 188       | 41         |
| 1999 | 62.871      | 6.086.787   | 1,0         | 105        | 100        | 5          | 598                       |         | 5         | 219       | 68         |
| 2000 | 64.737      | 6.115.154   | 1,1         | 101        | 97         | 4          | 640                       |         | 6         | 210       | 69         |
| 2001 | 66.862      | 6.343.462   | 1,1         | 104        | 100        | 4          | 642                       |         | 6         | 218       | 72         |
| 2002 | 68.765      | 6.531.312   | 1,1         | 119        | 111        | 8          | 577                       |         | 10        | 224       | 79         |
| 2003 | 69.204      | 6.499.534   | 1,1         | 113        | 107        | 6          | 612                       |         | 8         | 220       | 74         |
| 2004 | 79.765      | 6.601.312   | 1,2         | 118        | 110        | 8          | 675                       |         | 10        | 233       | 79         |
| 2013 | 84.000      | 7.398.000   | 1,1         | 136        | 116        | 20         | 617                       |         | 20        | 243       | 83         |
| 2016 | 85.230      | 7.689.000   | 1,1         | 128        | 107        | 21         | 665                       |         | 21        | 257       | 86         |
| 2019 | 87.700      | 7.952.800   | 1,1         | 155        | 134        | 21         | 565                       |         | 21        | 250       | 88         |
| 2021 | 88.900      | 6.424.615   | 1,4         | 126        | 105        | 21         | 705                       |         | 21        | 257       | 85         |